# Associazione Calcio Torino 1976-1977
Questa voce raccoglie le informazioni riguardanti l'Associazione Calcio Torino nelle competizioni ufficiali della stagione 1976-1977.

## Stagione

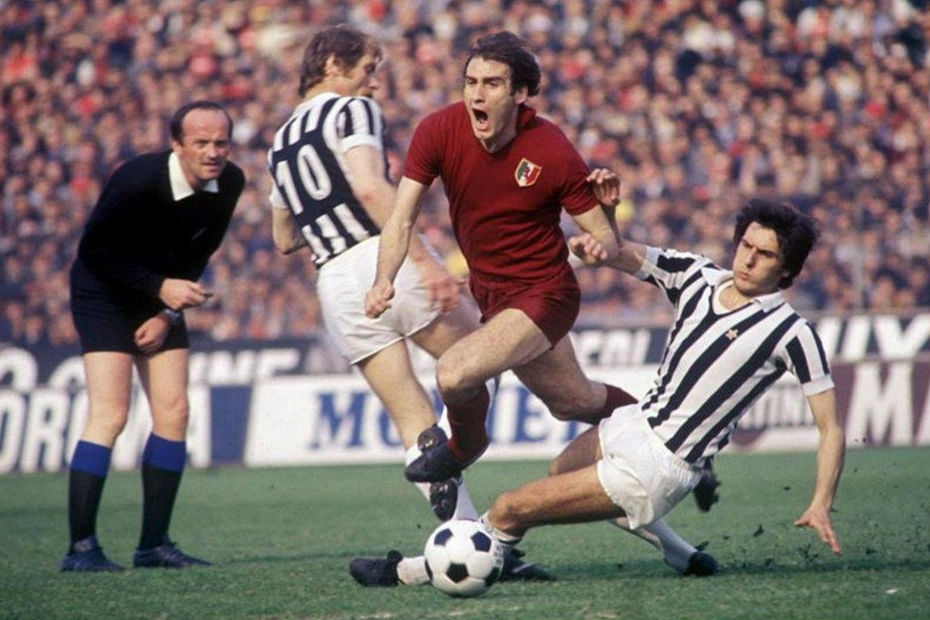
Francesco Graziani, miglior marcatore del campionato, impegnato nel derby del 3 aprile 1977.

In questa stagione il Torino, favorito ai nastri di partenza del campionato anche in virtù del titolo nazionale conquistato la stagione precedente, dette luogo a un lungo duello al vertice con i concittadini della Juventus, che alla fine ebbero la meglio per un solo punto. Le due squadre conclusero alla quota-record di 51 punti contro 50: con un punteggio simile i granata avrebbero vinto lo scudetto in tutti i tornei a 16 squadre disputati in Italia.
In Coppa Italia il Torino non riuscì ad andare oltre il primo turno a vantaggio del sorprendente Lecce, appena promosso dalla Serie C, mentre in Coppa dei Campioni, dopo aver superato il Malmö FF grazie a una rocambolesca vittoria all'andata (gli svedesi raggiunsero i granata a due minuti dal termine, ma ritornarono in svantaggio dopo poco più di un minuto), il cammino dei piemontesi si fermò agli ottavi di finale contro i tedeschi d'Occidente del Borussia M'gladbach: i puledri sconfissero il Torino in trasferta per 2-1 mentre al ritorno, in casa, gestirono agevolmente la situazione in una partita che vide gli italiani concludere in otto, con Graziani costretto negli ultimi minuti a fare le veci di Castellini fra i pali.

## Divise

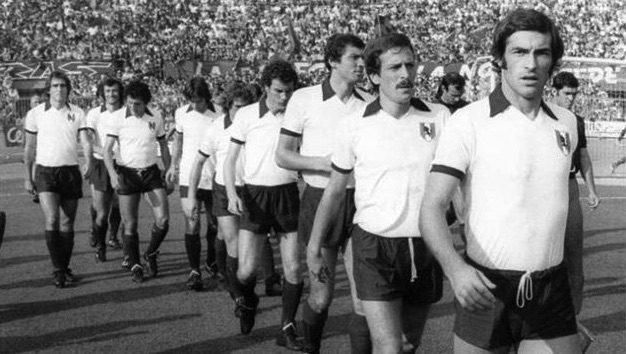
La squadra scende in campo nella trasferta di Bologna con la seconda divisa bianca

Alle tradizionali divise (maglia, calzoncini e calzettoni granata per le partite interne, maglia bianca, calzoncini e calzettoni granata per le partite esterne) viene aggiunto, come per ogni squadra campione d'Italia in carica, lo scudetto sulla parte sinistra della maglia. Nel caso della maglia del Torino della stagione 1976-1977, lo scudetto ha sormontato un toro stilizzato granata, simbolo della società.
| Casa | Trasferta |

## Società
- Presidente:
  - Orfeo Pianelli
- Segretario:
  - Giuseppe Bonetto
- Medico sociale:
  - Cesare Cattaneo

- Massaggiatore:
  - Giovanni Monti
- Allenatore:
  - Luigi Radice

## Rosa

Il tecnico Luigi Radice posa tra i due neoacquisti Cesare Butti (a sinistra) e Luigi Danova (a destra).

| N. |                   | Ruolo | Calciatore         |
| -- | ----------------- | ----- | ------------------ |
|    | Italia (bandiera) | P     | Luciano Castellini |
|    | Italia (bandiera) | P     | Romano Cazzaniga   |
|    | Italia (bandiera) | P     | Iliano Riccarand   |
|    | Italia (bandiera) | D     | Vittorio Caporale  |
|    | Italia (bandiera) | D     | Luigi Danova       |
|    | Italia (bandiera) | D     | Fabrizio Gorin     |
|    | Italia (bandiera) | D     | Roberto Mozzini    |
|    | Italia (bandiera) | D     | Roberto Salvadori  |
|    | Italia (bandiera) | D     | Nello Santin       |
|    | Italia (bandiera) | C     | Cesare Butti       |

| N. |                   | Ruolo | Calciatore              |
| -- | ----------------- | ----- | ----------------------- |
|    | Italia (bandiera) | C     | Eraldo Pecci            |
|    | Italia (bandiera) | C     | Claudio Sala (capitano) |
|    | Italia (bandiera) | C     | Patrizio Sala           |
|    | Italia (bandiera) | C     | Renato Zaccarelli       |
|    | Italia (bandiera) | A     | Marzio Bertocchi        |
|    | Italia (bandiera) | A     | Aldo Cantarutti         |
|    | Italia (bandiera) | A     | Salvatore Garritano     |
|    | Italia (bandiera) | A     | Francesco Graziani      |
|    | Italia (bandiera) | A     | Paolino Pulici          |

## Calciomercato

### Sessione estiva
| Acquisti | Acquisti        | Acquisti  | Acquisti      |
| R.       | Nome            | da        | Modalità      |
| -------- | --------------- | --------- | ------------- |
| P        | Claudio Garella | Novara    | fine prestito |
| D        | Luigi Danova    | Cesena    | definitivo    |
| C        | Cesare Butti    | Cagliari  | definitivo    |
| A        | Giovanni Quadri | Pistoiese | fine prestito |

| Cessioni | Cessioni             | Cessioni | Cessioni   |
| R.       | Nome                 | a        | Modalità   |
| -------- | -------------------- | -------- | ---------- |
| P        | Claudio Garella      | Lazio    | definitivo |
| P        | Mauro Pelosin        | Vigevano | definitivo |
| D        | Marino Lombardo      | Cesena   | definitivo |
| D        | Giuseppe Pallavicini | Monza    | definitivo |
| C        | Roberto Bacchin      | Novara   | definitivo |
| C        | Giuseppe Greco       | Turris   | prestito   |
| C        | Giovanni Roccotelli  | Cagliari | definitivo |
| A        | Giovanni Quadri      | Ascoli   | definitivo |

## Risultati

### Serie A

#### Girone di andata
| Arbitro: | Benedetti (Roma) |

|                            |           |                |
| Graziani 4’, 7’ Pulici 87’ | Marcatori | 50’ De Giorgis |

| Arbitro: | Menegali (Roma) |

|  |           |                                 |
|  | Marcatori | 26’, 57’ Graziani 66’ Garritano |

| Arbitro: | Menicucci (Firenze) |

|                      |           |  |
| Butti 28’ Pulici 86’ | Marcatori |  |

| Arbitro: | Agnolin (Bassano del Grappa) |

|  |           |              |
|  | Marcatori | 78’ Graziani |

| Arbitro: | Michelotti (Parma) |

|                   |           |  |
| Pulici 85’ (rig.) | Marcatori |  |

| Arbitro: | Casarin (Milano) |

|               |           |            |
| Novellino 83’ | Marcatori | 67’ Pulici |

| Arbitro: | Menegali (Roma) |

|                             |           |               |
| Graziani 13’ Zaccarelli 22’ | Marcatori | 20’ Orlandini |

| Arbitro: | Agnolin (Bassano del Grappa) |

|  |           |                         |
|  | Marcatori | 19’ Graziani 79’ Pulici |

| Arbitro: | Michelotti (Parma) |

|  |           |                                            |
|  | Marcatori | 9’ Zaccarelli 50’ Santin 70’, 78’ Graziani |

| Arbitro: | Barbaresco (Cormons) |

|                         |           |  |
| Graziani 17’ Pulici 89’ | Marcatori |  |

| Verona 2 gennaio 1977, ore 15:00 UTC+1 11ª giornata | Verona            | 0 – 0 | Torino | Stadio Marcantonio Bentegodi (31.396 spett.)\| Arbitro: \| Bergamo (Livorno) \| |
| Arbitro:                                            | Bergamo (Livorno) |       |        |                                                                                 |

| Arbitro: | Gussoni (Tradate) |

|                                          |           |                                  |
| C. Sala 27’ Zaccarelli 50’ Salvadori 56’ | Marcatori | 8’ Martini 32’, 66’ Garlaschelli |

| Milano 16 gennaio 1977, ore 15:00 UTC+1 13ª giornata | Milan               | 0 – 0 | Torino | Stadio San Siro (56.174 spett.)\| Arbitro: \| Menicucci (Firenze) \| |
| Arbitro:                                             | Menicucci (Firenze) |       |        |                                                                      |

| Arbitro: | Ciulli (Roma) |

|                |           |  |
| Zaccarelli 52’ | Marcatori |  |

| Arbitro: | Ciacci (Firenze) |

|             |           |            |
| Arcoleo 32’ | Marcatori | 61’ Pulici |

#### Girone di ritorno
| Arbitro: | Lattanzi (Roma) |

|                            |           |                        |
| Bresciani 50’ Zecchini 90’ | Marcatori | 21’, 70’, 31’ Graziani |

| Arbitro: | Casarin (Milano) |

|              |           |  |
| Graziani 42’ | Marcatori |  |

| Arbitro: | Michelotti (Parma) |

|              |           |  |
| Musiello 18’ | Marcatori |  |

| Arbitro: | Menegali (Roma) |

|                        |           |  |
| Mozzini 50’ Pulici 67’ | Marcatori |  |

| Arbitro: | Serafino (Roma) |

|  |           |                |
|  | Marcatori | 6’ (aut.) Bini |

| Arbitro: | Bergamo (Livorno) |

|                         |           |                |
| Pulici 3’ Salvadori 68’ | Marcatori | 55’ Ciccotelli |

| Napoli 27 marzo 1977, ore 15:00 UTC+2 22ª giornata | Napoli          | 0 – 0 | Torino | Stadio San Paolo (74.404 spett.)\| Arbitro: \| Lattanzi (Roma) \| |
| Arbitro:                                           | Lattanzi (Roma) |       |        |                                                                   |

| Arbitro: | Casarin (Milano) |

|           |           |           |
| Pulici 8’ | Marcatori | 6’ Causio |

| Arbitro: | Prati (Parma) |

|                                    |           |              |
| Pulici 23’ (rig.), 44’ C. Sala 76’ | Marcatori | 40’ Arbitrio |

| Arbitro: | Menegali (Roma) |

|  |           |                        |
|  | Marcatori | 16’, 34’, 32’ Graziani |

| Arbitro: | Panzino (Catanzaro) |

|            |           |  |
| Pulici 22’ | Marcatori |  |

| Roma 1º maggio 1977, ore 16:00 UTC+2 27ª giornata | Lazio              | 0 – 0 | Torino | Stadio Olimpico (48.326 spett.)\| Arbitro: \| Michelotti (Parma) \| |
| Arbitro:                                          | Michelotti (Parma) |       |        |                                                                     |

| Arbitro: | Lattanzi (Roma) |

|                         |           |  |
| Graziani 59’ Pulici 70’ | Marcatori |  |

| Arbitro: | Casarin (Milano) |

|  |           |              |
|  | Marcatori | 78’ Graziani |

| Arbitro: | Bergamo (Livorno) |

|                                                 |           |            |
| Graziani 3’, 57’ Pulici 13’, 14’ Zaccarelli 87’ | Marcatori | 17’ Ghetti |

### Coppa Italia

#### Primo turno
| Arbitro: | Menicucci (Firenze) |

|             |           |               |
| G. Gori 56’ | Marcatori | 52’ P. Pulici |

| Arbitro: | Gussoni (Tradate) |

|                         |           |           |
| Loddi 7’ Montenegro 52’ | Marcatori | 42’ Pecci |

| Arbitro: | Bergamo (Livorno) |

|                                  |           |  |
| Garritano 43’, 77’ P. Pulici 66’ | Marcatori |  |

| 12 settembre 1976 4ª giornata |  | – Turno di riposo TORINO |  |  |

| Arbitro: | Lazzaroni (Milano) |

|                                                             |           |            |
| F. Graziani 16’ Morello 46’ (aut.) Garritano 70’ Santin 90’ | Marcatori | 12’ Ghetti |

### Coppa dei Campioni
| Arbitro: | Babacan |

|                          |           |             |
| Mozzini 45’ Graziani 91’ | Marcatori | 88’ Jönsson |

| Arbitro: | Gordon |

|                      |           |            |
| Ljungberg 57’ (rig.) | Marcatori | 3’ P. Sala |

| Arbitro: | Hungerbühler |

|                     |           |                           |
| Wittkamp 64’ (aut.) | Marcatori | 28’ Vogts 79’ Klinkhammer |

| Düsseldorf 3 novembre 1976, ore 20:00 UTC+1 Ottavi di finale - ritorno | Borussia M'gladbach | 0 – 0 | Torino | Rheinstadion (64.389 spett.)\| Arbitro: \| Delcourt \| |
| Arbitro:                                                               | Delcourt            |       |        |                                                        |

## Statistiche

### Statistiche di squadra
| Competizione       | Punti | In casa | In casa | In casa | In casa | In casa | In casa | In trasferta | In trasferta | In trasferta | In trasferta | In trasferta | In trasferta | Totale | Totale | Totale | Totale | Totale | Totale | DR  |
| Competizione       | Punti | G       | V       | N       | P       | Gf      | Gs      | G            | V            | N            | P            | Gf           | Gs           | G      | V      | N      | P      | Gf     | Gs     | DR  |
| ------------------ | ----- | ------- | ------- | ------- | ------- | ------- | ------- | ------------ | ------------ | ------------ | ------------ | ------------ | ------------ | ------ | ------ | ------ | ------ | ------ | ------ | --- |
| Serie A            | 50    | 15      | 13      | 2       | 0       | 31      | 9       | 15           | 8            | 6            | 1            | 20           | 5            | 30     | 21     | 8      | 1      | 51     | 14     | +37 |
| Coppa Italia       | 5     | 2       | 2       | 0       | 0       | 7       | 1       | 2            | 0            | 1            | 1            | 2            | 3            | 4      | 2      | 1      | 1      | 9      | 4      | +5  |
| Coppa dei Campioni | -     | 2       | 1       | 0       | 1       | 3       | 3       | 2            | 0            | 2            | 0            | 1            | 1            | 4      | 1      | 2      | 1      | 4      | 4      | 0   |
| Totale             | -     | 19      | 16      | 2       | 1       | 41      | 13      | 19           | 8            | 9            | 2            | 23           | 9            | 38     | 24     | 11     | 3      | 64     | 22     | +42 |

### Statistiche dei giocatori
| Giocatore     | Serie A  | Serie A | Serie A     | Serie A    | Coppa Italia | Coppa Italia | Coppa Italia | Coppa Italia | Coppa dei Campioni | Coppa dei Campioni | Coppa dei Campioni | Coppa dei Campioni | Totale   | Totale | Totale      | Totale     |
| Giocatore     | Presenze | Reti    | Ammonizioni | Espulsioni | Presenze     | Reti         | Ammonizioni  | Espulsioni   | Presenze           | Reti               | Ammonizioni        | Espulsioni         | Presenze | Reti   | Ammonizioni | Espulsioni |
| ------------- | -------- | ------- | ----------- | ---------- | ------------ | ------------ | ------------ | ------------ | ------------------ | ------------------ | ------------------ | ------------------ | -------- | ------ | ----------- | ---------- |
| M. Bertocchi  | 0        | 0       | 0           | 0          | 1            | 0            | ?            | ?            | 0                  | 0                  | 0                  | 0                  | 1        | 0      | 0+          | 0+         |
| C. Butti      | 15       | 1       | ?           | ?          | 4            | 0            | ?            | ?            | 2                  | 0                  | ?                  | ?                  | 21       | 1      | ?           | ?          |
| A. Cantarutti | 1        | 0       | ?           | ?          | 0            | 0            | 0            | 0            | 0                  | 0                  | 0                  | 0                  | 1        | 0      | 0+          | 0+         |
| V. Caporale   | 28       | 0       | ?           | ?          | 3            | 0            | ?            | ?            | 4                  | 0                  | ?                  | ?                  | 35       | 0      | ?           | ?          |
| L. Castellini | 28       | -14     | ?           | ?          | 3            | -3           | ?            | ?            | 4                  | -4                 | ?                  | ?                  | 35       | -21    | ?           | ?          |
| R. Cazzaniga  | 4        | -0      | ?           | ?          | 1            | -1           | ?            | ?            | 0                  | -0                 | 0                  | 0                  | 5        | -1     | 0+          | 0+         |
| L. Danova     | 28       | 0       | ?           | ?          | 4            | 0            | ?            | ?            | 4                  | 0                  | ?                  | ?                  | 36       | 0      | ?           | ?          |
| S. Garritano  | 8        | 1       | ?           | ?          | 2            | 3            | ?            | ?            | 2                  | 0                  | ?                  | ?                  | 12       | 4      | ?           | ?          |
| F. Gorin      | 5        | 0       | ?           | ?          | 1            | 0            | ?            | ?            | 0                  | 0                  | 0                  | 0                  | 6        | 0      | 0+          | 0+         |
| F. Graziani   | 30       | 21      | ?           | ?          | 4            | 1            | ?            | ?            | 4                  | 1                  | ?                  | ?                  | 38       | 23     | ?           | ?          |
| R. Mozzini    | 27       | 1       | ?           | ?          | 4            | 0            | ?            | ?            | 4                  | 1                  | ?                  | ?                  | 35       | 2      | ?           | ?          |
| E. Pecci      | 23       | 0       | ?           | ?          | 4            | 1            | ?            | ?            | 2                  | 0                  | ?                  | ?                  | 29       | 1      | ?           | ?          |
| P. Pulici     | 29       | 16      | ?           | ?          | 3            | 2            | ?            | ?            | 4                  | 0                  | ?                  | ?                  | 36       | 18     | ?           | ?          |
| C. Sala       | 25       | 2       | ?           | ?          | 3            | 0            | ?            | ?            | 3                  | 0                  | ?                  | ?                  | 31       | 2      | ?           | ?          |
| P. Sala       | 26       | 0       | ?           | ?          | 3            | 0            | ?            | ?            | 4                  | 1                  | ?                  | ?                  | 33       | 1      | ?           | ?          |
| R. Salvadori  | 28       | 2       | ?           | ?          | 3            | 0            | ?            | ?            | 4                  | 0                  | ?                  | ?                  | 35       | 2      | ?           | ?          |
| N. Santin     | 12       | 1       | ?           | ?          | 2            | 1            | ?            | ?            | 1                  | 0                  | ?                  | ?                  | 15       | 2      | ?           | ?          |
| R. Zaccarelli | 30       | 5       | ?           | ?          | 2            | 0            | ?            | ?            | 4                  | 0                  | ?                  | ?                  | 36       | 5      | ?           | ?          |

## Giovanili

La rosa Primavera granata vincitrice dello scudetto di categoria

### Piazzamenti
- Primavera:
  - Campionato: vincitore
  - Coppa Italia: ?